# Almodóvar del Río
Almodóvar del Río es un municipio español de la provincia de Córdoba, Andalucía, ubicado en la comarca del Valle Medio del Guadalquivir. Cuenta con una población de 7981 habitantes (INE 2024). Su extensión superficial es de 172,53 km² y tiene una densidad de 46,07 hab/km².
Pertenece al partido judicial de Posadas.

## Geografía
El núcleo urbano se ubica a 121 metros sobre el nivel del mar, con la Sierra Morena al norte y con la campiña al sur. Tiene, asimismo, otros tres núcleos de población: Los Mochos, Los Llanos y barriada Nuestra Señora del Rosario (popularmente Casas Baratas).
Su término municipal ocupa 173 km² aproximadamente, comprendiendo tanto zonas de sierra al norte, como la vega y la campiña al sur. Una gran extensión de su zona norte es un espacio natural protegido, pues forma parte del parque natural Sierra de Hornachuelos.

## Historia

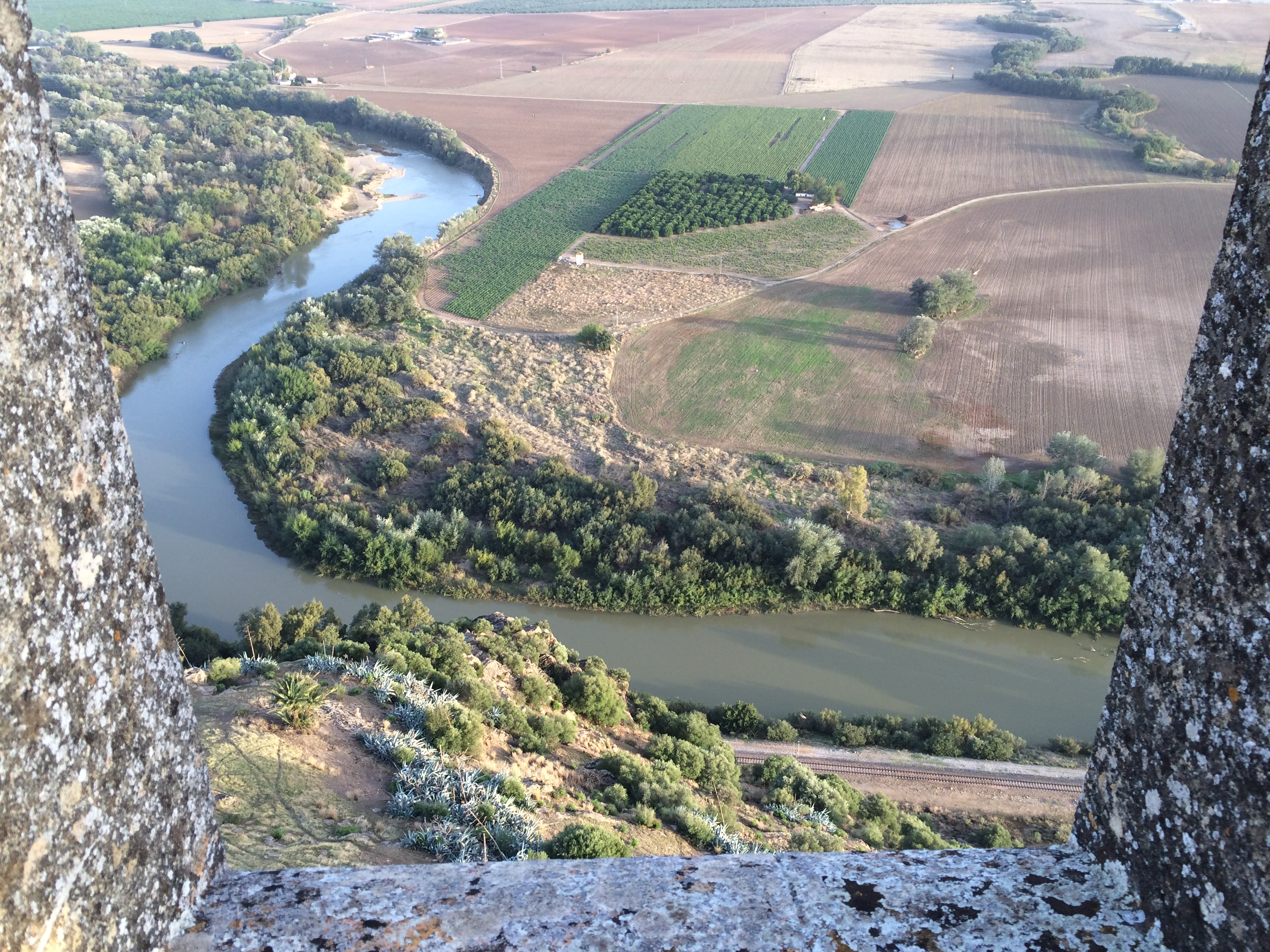
El cerro de Almodóvar se yergue junto al cauce del Guadalquivir, de ahí su valor estratégico.

El hábitat más antiguo en el término municipal de Almodóvar del Río se remonta al Paleolítico Inferior, habiéndose documentado varios yacimientos (estación de ferrocarril, desembocadura del Arroyo del Temple y de los Mochos), que han proporcionado materiales pétreos llamados cantos rodados y bifaces. Igualmente, en una covacha del cerro de Castillo aparecieron vestigios fechables en el Calcolítico.
El tránsito al período histórico está testimoniado por los restos materiales adscribibles al Bronce Final Orientalizante, localizados en yacimientos de la confluencia del Guadalquivir y el Guadiato, y también en el cerro del Castillo. En este último lugar, se han encontrado pruebas asimismo de la perduración del hábitat en época ibérica, tal como se manifiesta el hallazgo de la típica cerámica pintada ibérica de bandas y círculos. De gran relevancia resulta un friso de piedra con escenas de caza, en el cual se representa la cacería de un ciervo por varios personajes a caballo, seguidos de un carro tirado por asnos; se data entre el IV y el siglo III a. C.
En época romana, el núcleo principal de población se concentraría en los alrededores del cerro del Castillo, extendiéndose por la zona norte de la localidad actual, donde se han producido hallazgos de ánforas y monedas; también en sus inmediaciones, se han documentado tumbas de inhumación. Se le identifica, con ciertos problemas, generalmente, con Carbula, ciudad mencionada en un pasaje (Naturalis Historia, III, 10) del geógrafo romano Plinio; Carbula era un oppidum -poblado fortificado-, que, con la llegada de los romanos, se integraría dentro del territorio colonial de Colonia Patricia Corduba. Este territorio sobresale por la abundancia de yacimientos arqueológicos que testimonian una extraordinaria actividad agraria, centrada en el cultivo del olivo, así como un gran desarrollo del comercio oleícola, puesto que de allí se exportaron enormes cantidades de aceite, envasado en ánforas, fabricadas en alfares próximos al río Guadalquivir (Cortijo de Rojas, El Temple, El Sotillo, Villaseca...). Importantes obras de ingeniería hidráulica son los acueductos subterráneos del Cortijo Nuevo y Fuenreal. El hábitat perduraría durante época visigoda, según testimonian los epígrafes funerarios datados en la segunda mitad del siglo VI y en el VII.
Con la conquista musulmana se estableció en el cerro una fortaleza (740), recibiendo entonces la localidad el nombre de al-Mudawwar al-Adna, topónimo que significa "el redondo", en clara alusión a la forma del mismo cerro. Las crónicas mencionan la población en dicho año, cuando el califa de Damasco designó para ocupar por segunda vez el emirato de al-Andalus  al señor de Almodóvar, Add al-Malik ben Qatan hasta que muere en la guerra civil contra los sirios. Durante los siglos VIII, IX y X, la fortaleza y su término formaron parte de la cora de Córdoba; en el siglo XI quedó adscrito primero a la taifa de Carmona y luego a la de Sevilla; con los almorávides se reintegró a la jurisdicción cordobesa y, por último, en el siglo XII y parte del siglo XIII pasó a depender de la corte almohade de Sevilla. Este distrito contaba con una numerosa población rural y estaba cubierto de bosques, escasa producción cerealística y abundante caza.
En 1226 fue decapitado en Almodóvar del Río el rey musulmán de Baeza, quien fue acusado de traición por los almohades por su alianza con Fernando III el Santo, rey de Castilla y León.
Permaneció cinco siglos bajo el influjo de la civilización islámica, hasta que en el año 1240 fue incorporada, mediante pacto, a la Corona de Castilla durante el reinado de Fernando III de Castilla y de León, que conquistó la ciudad de Córdoba en 1236. En el año 1243 la localidad fue entregada al Concejo de Córdoba, permaneciendo bajo su jurisdicción en las centurias siguientes.
En 1394 falleció en el castillo de Almodóvar del Río, pues se hallaba prisionero en él, Fadrique de Castilla, hijo ilegítimo de Enrique II de Castilla.
La tenencia del castillo se vincula durante el siglo XV a la Casa de Baena y Cabra. Igualmente, su magnífica situación y lo inexpugnable de sus muros motivó que fuese utilizado como residencia de los monarcas Pedro I y Enrique II, y como prisión, como atestigua una orden de Consejo Real (1491). Hacia 1473 aparece por primera vez el nombre de Almodóvar del Río, apelativo con el que se quería aludir a su ubicación a orillas del Guadalquivir.
La villa permaneció vinculada a la Corona, hasta que Felipe IV accedió a la venta de la jurisdicción y señorío por quince millones de maravedís y de la alcaldía y del Castillo millón y medio, en favor de Francisco Corral y Guzmán. Su población se redujo durante este período: de los 1600 vecinos en 1530 a los 800 al final de Edad Moderna; la mayoría se dedicaba al trabajo del campo como jornaleros. Destacaba el cultivo de cereal, luego el olivar, y menor importancia tenía la vid. La ganadería proporcionaba parte de su sustento, sobre todo la cabaña caprina, seguida de la lanar y de cerda.
La revolución liberal, operada en España a comienzos del siglo XIX, tuvo repercusiones de gran calado socioeconómico en la villa, ya que la desaparición del régimen señorial y las desamortizaciones eclesiástica y municipal repercutieron en la consolidación del latifundio dentro del término, lo que generó una elevada conflictividad social, que se manifestó durante la Segunda República y la guerra civil española.

## Demografía
Almodóvar del Río cuenta con una población de 7981 habitantes (INE 2024).
| Gráfica de evolución demográfica de Almodóvar del Río entre 1842 y 2021                                                                                        |
| |
| Población de derecho según los censos de población del INE Población de hecho según los censos de población del INEEn este censo se denominaba Almodóvar: 1842 |

### Población por núcleos
Desglose de población según el Padrón Continuo por Unidad Poblacional del INE.
| Núcleos           | Habitantes (2014) | Varones | Mujeres |
| ----------------- | ----------------- | ------- | ------- |
| Almodóvar del Río | 6197              | 3091    | 3106    |
| Los Mochos        | 1780              | 915     | 865     |

## Economía
Su base económica es el cultivo de regadío muy variopinto: maíz, naranjo, espárrago... Y de secano a medida que se aleja de la vega hacia la campiña.

### Evolución de la deuda viva municipal
El concepto de deuda viva contempla sólo las deudas con cajas y bancos relativas a créditos financieros, valores de renta fija y préstamos o créditos transferidos a terceros, excluyéndose, por tanto, la deuda comercial.
| Gráfica de evolución de la deuda viva del Ayuntamiento de Almodóvar del Río entre 2008 y 2024                |
| |
| Deuda viva del Ayuntamiento de Almodóvar del Río, en miles de euros, según datos del Ministerio de Hacienda. |

## Lugareños ilustres
- Manuel Alba Blanes, presidente fundador del Ateneo Popular de Almodóvar del Río en 1925 y último alcalde republicano
- Paco Morán, actor.
- Rafael Campanero Guzmán, expresidente del Córdoba C.F.
- Pepe Díaz, exfutbolista.
- Antonio Manuel Rodríguez Ramos, escritor, poeta, músico, novelista, guionista de cine y documental, Profesor de Derecho en la Universidad de Córdoba, Presidente del Ateneo de Almodóvar del Río y de la Federación de Ateneos de Andalucía, Patrono de la Fundación Blas Infante.

## Patrimonio artístico y monumental
- Puerto fluvial romano
- Castillo de Almodóvar del Río.

Castillo de Almodóvar

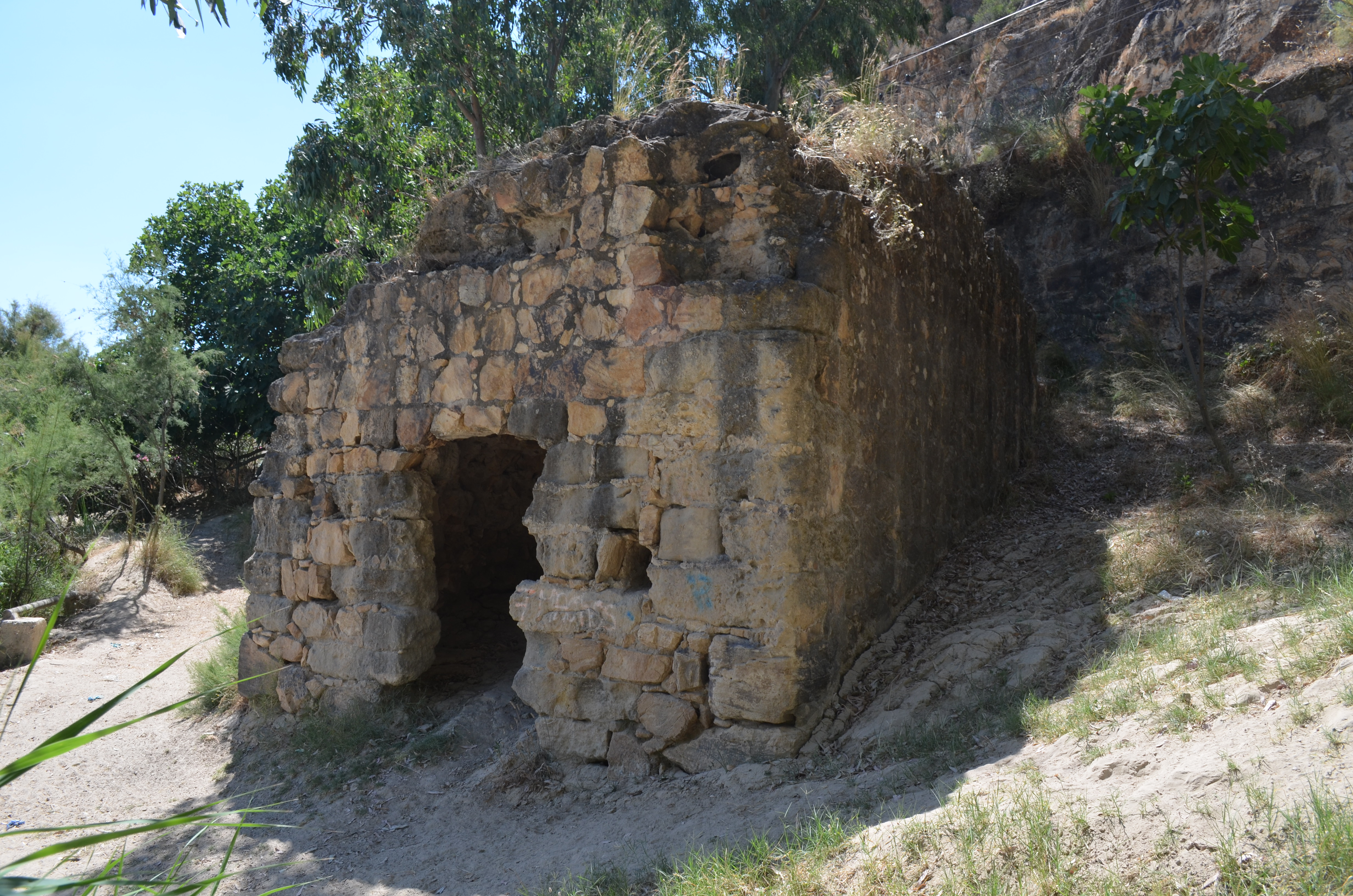
Puerto fluvial romano

- Parroquia de la Inmaculada Concepción
- Ermita de Nuestra Señora del Rosario y San Sebastián
- Casa señorial de los Natera (S. XVIII)
- Antiguo Ayuntamiento
- Colección Arqueológica (Antiguo Mercado)
- Hospital de la Caridad

- Ver catálogo

### Otros lugares de interés turístico y cultural
- Casco antiguo de Almodóvar del Río.
- Embalse de La Breña,la mayor presa de Europa de HRC
- Museos (varios)

## Fiestas y acontecimientos culturales
- Semana Santa, procesiones.
- Romería de la Virgen de Fátima (domingo más cercano al 13 de mayo).
- Feria de la Virgen del Rosario (primera semana de octubre).
- Zoco de la Encantá

## Gastronomía
- Mazamorra, gazpacho de jeringuilla. La Croqueta de Almodovar, receta centenaria de su ilustre cocinero Ricardo Arrivas.

## Productos típicos
- Taxidermia.
- Artículos de cuero: botas, monturas, útiles de montería...